# UFC 112
UFC 112: Invincible（ユーエフシー・ワントゥエルブ：インヴィンシブル）は、アメリカ合衆国の総合格闘技団体「UFC」の大会の一つ。2010年4月10日、アラブ首長国連邦アブダビ・ヤス島のフェラーリ・ワールド内コンサートアリーナで開催された。
UFC史上初のアブダビ興行であり、また初の屋外大会ともなった本大会では、BJ・ペンとフランク・エドガーによる世界ライト級タイトルマッチと、アンデウソン・シウバとデミアン・マイアによる世界ミドル級タイトルマッチが併せて行われた。

## 大会概要
セミファイナルのライト級タイトルマッチでは、挑戦者フランク・エドガーが王者BJ・ペンを3-0の判定で下し、第4代UFC世界ライト級王者となった。メインイベントのミドル級タイトルマッチは、王者アンデウソン・シウバが挑戦者デミアン・マイアを3-0の判定で退け、UFC最多連勝記録である11連勝を樹立するとともに、UFC王座の最多防衛記録である6連続防衛を達成した。

### カード変更
メインイベントの世界ミドル級タイトルマッチでは、当初アンデウソンへの挑戦者としてビクトー・ベウフォートが予定されていたが、ベウフォートの負傷欠場によりデミアン・マイアが挑戦者となった。
また、ポール・テイラー対ジョン・ガンダーソンのライト級戦は、テイラーが過度の減量によりメディカルチェックをパスすることができなかったため、中止された。
プレリミナリィカードについては、PPVでは第5試合のみ放送された。

## 試合結果

### プレリミナリィカード
第1試合 ヘビー級 5分3R
○  ジョン・マドセン vs.  ムスタファ・アルターク ×
3R終了 判定3-0（29-28、29-28、29-28）
第2試合 ライト級 5分3R
○  ポール・ケリー vs.  マット・ヴィーチ ×
2R 3:41 ギロチンチョーク
第3試合 ウェルター級 5分3R
○  ダマルケス・ジョンソン vs.  ブラッド・ブラックバーン ×
3R 2:08 TKO（レフェリーストップ：ミドルキック）
第4試合 ウェルター級 5分3R
○  リック・ストーリー vs.  ニック・オシピチェック ×
3R終了 判定2-1（29-28、28-29、29-28）
第5試合 ライトヘビー級 5分3R
○  フィル・デイヴィス vs.  アレクサンダー・グスタフソン ×
1R 4:55 アナコンダチョーク

### メインカード
第6試合 ミドル級 5分3R
○  マーク・ムニョス vs.  ケンドール・グローブ ×
2R 2:50 TKO（レフェリーストップ：パウンド）
第7試合 ライト級 5分3R
○  ハファエル・ドス・アンジョス vs.  テリー・エティム ×
2R 4:40 腕ひしぎ十字固め
第8試合 ウェルター級 5分3R
○  マット・ヒューズ vs.  ヘンゾ・グレイシー ×
3R 4:40 TKO（レフェリーストップ：スタンドパンチ連打）
第9試合 UFC世界ライト級タイトルマッチ 5分5R
○  フランク・エドガー vs.  BJ・ペン ×
5R終了 判定3-0（50-45、48-47、49-46）
※エドガーが王座獲得に成功。
第10試合 UFC世界ミドル級タイトルマッチ 5分5R
○  アンデウソン・シウバ vs.  デミアン・マイア ×
5R終了 判定3-0（50-45、50-45、49-46）
※シウバが王座の6度目の防衛に成功。

### 各賞
ファイト・オブ・ザ・ナイト： マーク・ムニョス vs. ケンドール・グローブ
ノックアウト・オブ・ザ・ナイト： ダマルケス・ジョンソン
サブミッション・オブ・ザ・ナイト： ハファエル・ドス・アンジョス
各選手にはボーナスとして75,000ドルが支給された。